# C-55
La C-55 o Eix del Cardener és una carretera autonòmica que uneix el Baix Llobregat amb el Solsonès passant pel Bages. El seu inici és al municipi d'Abrera en l'enllaç amb l'A-2, seguint el curs del riu Llobregat al seu pas pel costat de la muntanya de Montserrat segueix fins on s'ajunta amb el Cardener, seguint ara la nova vall fins a arribar a Manresa, que la voreja per la part oriental i nord, on es troba amb la C-25. Tot seguit, torna a trobar-se de nou el Cardener fins a Clariana de Cardener, on s'enfila pel serrat de Sant Isidre per arribar a Solsona.
La codificació de C-55 està basada en el Decret 261/1999 segons el qual es codificava la Xarxa de Carreteres de Catalunya. El tram entre Abrera i Manresa coincideix amb l'anterior codificació de C-1411, que continuava cap a Berga i la Cerdanya (ara C-16), mentre que la continuïtat cap a Solsona correspon a la C-1410, que continuava fins a Basella (ara C-26).

## Història
La carretera C-1411 entre Abrera i Manresa es va inaugurar desembre de 1974 pràcticament amb el mateix recorregut que el de l'actual C-55, enllaçant amb la carretera de Terrassa per l'interior de Castellbell i el Vilar. A la dècada de 1980 es van fer les variants de Manresa i dels municipis del Bages nord i el Berguedà, arribant fins a Bellver de Cerdanya, coneixent.se com a Eix del Llobregat, que va guanyar competitivitat respecte del ferrocarril. L'obertura del Túnel del Cadí, l'octubre de 1984, i els de la via de Solsona, amb les variants a Callús i Súria va convertir una carretera comarcal en la principal entre Barcelona, Baix Llobregat i Vallès Occidental, i el Bages, Berguedà, Solsonès i la Cerdanya. Per descongestionar part del trànsit de la via s'inaugurà el 1989 l'Autopista Terrassa - Manresa. El 2001, amb la nova codificació de carreteres a Catalunya, el traçat sud de la C-1411 es convertia en C-55, i el tram nord passava a formar part de l'autopista Terrassa - Manresa, C-16, i la C-55 nord, a partir de llavors, seria la carretera de Manresa a Solsona.

## Trams
Podem diferenciar diferents trams en funció de la seva classificació tècnica:
- 1r tram, del km 0 al km 27: carretera convencional de calçada única, des d'Abrera, A-2, fins a la pujada de Sant Pau a Manresa (C-1411z, accés sud a Manresa).
- 2n tram, del km 27 al km 30: carretera convencional de doble calçada, des de la pujada de Sant Pau fins al nus del Guix, al nord-est de Manresa (C-16C / N-141c).
- 3r tram, del km 30 al km 33: autovia, des del nus del Guix fins a la C-25 (nord de Manresa) on desapareix el codi.
- 4t tram, del km 35 al km 79: carretera convencional de calçada única, des de la connexió amb la C-25 / C-37z, al nord-oest de Manresa, junt al Cardener, fins a Solsona.

## Enllaços amb Xarxa Bàsica
- km 0: A-2, a Abrera
- km 16: C-58, a Castellbell i el Vilar
- km 19: C-16, a Sant Vicenç de Castellet (autopista de peatge paral·lela fins a Manresa)
- km 28: C-16, a Manresa, Bufalvent (per la BV-1225) (autopista de peatge)
- km 29,5: C-16, a Manresa, Viladordis (autopista de peatge)
- km 30: C-16C, N-141c a Manresa, nus del Guix
- km 33: C-25, a Manresa
- km 79: C-26, a Solsona